# Persone di nome Ambrogio
| Questa pagina contiene informazioni ricavate automaticamente dalle voci biografiche con l'ausilio del template Bio e di un bot. L'aggiornamento è periodico e automatico e ricostruisce completamente la pagina. Se manca una persona in questa lista, sei pregato di non aggiungerla, ma accertati piuttosto che la sua voce biografica contenga il template Bio e che i dati anagrafici siano correttamente compilati. Se il template Bio manca, inseriscilo tu stesso o, in alternativa, metti l'avviso {{tmp\|Bio}} che ne segnala la mancanza. Se i dati riportati sono sbagliati, correggi direttamente la voce biografica; le modifiche saranno visibili in questa lista entro pochi giorni. Per chiarimenti vedi il progetto antroponimi. La lista contiene solo le 119 persone che sono citate nell'enciclopedia e per le quali è stato implementato correttamente il template Bio. Pagina aggiornata al 7 apr 2025. |

Questa è una lista di persone presenti nell'enciclopedia che hanno il nome Ambrogio, suddivise per attività principale.

## Abati(1)
- Ambrogio Soldani, abate e naturalista italiano (Pratovecchio, n. 1736 - Firenze, † 1808)

## Allenatori di calcio(2)
- Ambrogio Borghi, allenatore di calcio e ex calciatore italiano (Milano, n. 1946)
- Ambrogio Pelagalli, allenatore di calcio, calciatore e dirigente sportivo italiano (Pieve Porto Morone, n. 1940 - Sant'Angelo Lodigiano, † 2024)

## Ambasciatori(1)
- Ambrogio Contarini, ambasciatore e esploratore italiano (Venezia, n. 1429 - † 1499)

## Ammiragli(1)
- Ambrogio Boccanegra, ammiraglio italiano (Genova - Palma del Rio, † 1374)

## Architetti(2)
- Ambrogio Annoni, architetto e teorico dell'architettura italiano (Affori, n. 1882 - Milano, † 1954)
- Ambrogio Nava, architetto e pittore italiano (Milano, n. 1791 - Milano, † 1862)

## Arcivescovi cattolici(2)
- Ambrogio Marchioni, arcivescovo cattolico e diplomatico italiano (Napoli, n. 1911 - Napoli, † 1989)
- Ambrogio Mirelli, arcivescovo cattolico italiano (Napoli, n. 1730 - Chieti, † 1795)

## Baritoni(1)
- Ambrogio Maestri, baritono italiano (Pavia, n. 1970)

## Calciatori(4)
- Ambrogio Alfonso, calciatore e allenatore di calcio italiano (Bari, n. 1917 - Lecce, † 1998)
- Ambrogio Baira, calciatore italiano (Germignaga, n. 1923 - Milano, † 2004)
- Ambrogio Favalli, calciatore italiano (Cerea, n. 1906)
- Ambrogio Valadè, calciatore italiano (Milano, n. 1937 - Milano, † 2007)

## Cantanti(1)
- Franco Lionello, cantante italiano (Milano, n. 1946 - Milano, † 1988)

## Cardinali(1)
- Ambrogio Bianchi, cardinale italiano (Cremona, n. 1771 - Roma, † 1856)

## Cestisti(1)
- Ambrogio Bessi, cestista italiano (Umago, n. 1915 - Trieste, † 1997)

## Ciclisti su strada(5)
- Ambrogio Beretta, ciclista su strada italiano (Saronno, n. 1905 - Rivoli, † 1988)
- Ambrogio Colombo, ex ciclista su strada italiano (San Vittore Olona, n. 1940)
- Ambrogio Morelli, ciclista su strada e pistard italiano (Nerviano, n. 1905 - Nerviano, † 2000)
- Ambrogio Portalupi, ciclista su strada italiano (Marcignago, n. 1943 - Pavia, † 1987)
- Ambrogio Robecchi, ciclista su strada italiano (Pavia, n. 1870 - Milano, † 1963)

## Collezionisti d'arte(1)
- Ambrogio Uboldo, collezionista d'arte, mecenate e militare italiano (Milano, n. 1785 - Milano, † 1865)

## Compositori(1)
- Ambrogio Minoja, compositore e clavicembalista italiano (Ospedaletto Lodigiano, n. 1752 - Milano, † 1825)

## Condottieri(1)
- Ambrogio Visconti, condottiero italiano (Milano, n. 1344 - Caprino Bergamasco, † 1373)

## Dogi(3)
- Ambrogio Di Negro, doge (Genova, n. 1519 - Genova, † 1601)
- Ambrogio Doria, doge (Genova, n. 1550 - Genova, † 1621)
- Ambrogio Imperiale, doge (Genova, n. 1649 - Genova, † 1729)

## Doppiatori(1)
- Ambrogio Colombo, doppiatore e attore italiano (Milano, n. 1952)

## Generali(3)
- Ambrogio Clerici, generale e politico italiano (Costa de' Nobili, n. 1868 - Milano, † 1955)
- Ambrogio Spinola, generale italiano (Genova, n. 1569 - Castelnuovo Scrivia, † 1630)
- Ambrogio Viviani, generale e politico italiano (Cremona, n. 1929 - Fara Novarese, † 2013)

## Ginnasti(1)
- Ambrogio Levati, ginnasta italiano (Milano, n. 1894 - Milano, † 1963)

## Giuristi(1)
- Ambrogio Catarino Politi, giurista, teologo e arcivescovo cattolico italiano (Siena, n. 1484 - Napoli, † 1553)

## Imprenditori(4)
- Ambrogio Binda, imprenditore italiano (Milano, n. 1811 - Milano, † 1874)
- Ambrogio Dellachà, imprenditore e filantropo italiano (Novi Ligure, n. 1824 - Torino, † 1916)
- Ambrogio Mauri, imprenditore italiano (Desio, n. 1931 - Desio, † 1997)
- Ambrogio Necchi, imprenditore italiano (Pavia, n. 1860 - † 1916)

## Ingegneri(3)
- Ambrogio Campiglio, ingegnere italiano (Jaroměř, n. 1842 - Milano, † 1918)
- Ambrogio Colombo, ingegnere e aviatore italiano (Lombardia, n. 1900 - Castiglione del Lago, † 1939)
- Ambrogio Robiati, ingegnere, educatore e naturalista italiano († 1861)

## Latinisti(1)
- Ambrogio Calepio, latinista, lessicografo e umanista italiano (Castelli Calepio - Bergamo, † 1511)

## Liutai(1)
- Ambrogio Sironi, liutaio italiano (Milano, n. 1902 - † 1939)

## Medici(1)
- Ambrogio da Rosate, medico e astrologo italiano (Milano, n. 1437 - Milano, † 1522)

## Militari(3)
- Sant'Ambrogio, militare romano (Liguria - Ferentino, † 304)
- Ambrogio Bollati, militare, storico e politico italiano (Zibido San Giacomo, n. 1871 - Roma, † 1950)
- Ambrogio Trivulzio, militare e vescovo cattolico italiano († 1546)

## Miniatori(1)
- Ambrogio Marliano, miniatore italiano

## Monaci cristiani(2)
- Ambrogio, monaco cristiano e vescovo cattolico italiano († 1158)
- Ambrogio Taegio, monaco cristiano e storico italiano (Milano, n. 1461 - Milano, † 1523)

## Musicisti(1)
- Ambrogio Sparagna, musicista e etnomusicologo italiano (Formia, n. 1957)

## Navigatori(1)
- Ambrogio Fogar, navigatore, esploratore e scrittore italiano (Milano, n. 1941 - Milano, † 2005)

## Nobili(2)
- Ambrogio Maria Ghilini, nobile, generale e botanico italiano (Alessandria, n. 1756 - Ghilina Grossa, † 1832)
- Ambrogio Landriani, nobile e militare italiano (San Costanzo, n. 1459 - San Costanzo, † 1527)

## Patrioti(1)
- Ambrogio Berchet, patriota italiano (Parma, n. 1784 - Torino, † 1864)

## Pittori(12)
- Ambrogio di Baldese, pittore italiano (Firenze, n. 1352 - Firenze, † 1429)
- Ambrogio Benzone, pittore italiano (Lombardia - Bruges, † 1550)
- Bergognone, pittore italiano († 1523)
- Ambrogio Brambilla, pittore, incisore e cartografo italiano (Milano)
- Ambrogio Calvano, pittore italiano (Sassari - Sassari)
- Ambrogio Casati, pittore, scultore e militare italiano (Voghera, n. 1897 - Pavia, † 1977)
- Ambrogio Figino, pittore italiano (Milano, n. 1553 - Milano, † 1608)
- Ambrogio Lorenzetti, pittore italiano (Siena - Siena, † 1348)
- Ambrogio Magnaghi, pittore e architetto italiano (Milano, n. 1912 - Milano, † 2001)
- Ambrogio e Francesco Marinoni, pittore italiano (Desenzano al Serio - Desenzano al Serio)
- Ambrogio Oliva, pittore italiano (Trino)
- Ambrogio Rosmini, pittore e architetto italiano (Rovereto, n. 1741 - Rovereto, † 1818)

## Poeti(1)
- Ambrogio Viale, poeta e politico italiano (Cervo, n. 1769 - Cervo, † 1805)

## Politici(9)
- Ambrogio Arabia, politico e avvocato italiano (Spezzano Albanese, n. 1858 - Spezzano Albanese, † 1934)
- Ambrogio Belloni, politico italiano (Alessandria, n. 1864 - Villanova Monferrato, † 1950)
- Ambrogio Colombo, politico italiano (Magenta, n. 1935)
- Ambrogio Donini, politico e storico italiano (Lanzo Torinese, n. 1903 - Rignano Flaminio, † 1991)
- Ambrogio Doria, politico italiano (Genova, n. 1826 - Genova, † 1912)
- Ambrogio Longoni, politico e militare italiano (Novara, n. 1811 - Torino, † 1890)
- Ambrogio Trezzi, politico italiano (n. 1810 - † 1892)
- Ambrogio Trivulzio, politico italiano (Milano - Milano)
- Ambrogio Viale, politico italiano (Porto Maurizio, n. 1900 - † 1976)

## Presbiteri(4)
- Guerrino Amelli, presbitero e letterato italiano (Milano, n. 1848 - Montecassino, † 1933)
- Ambrogio Portaluppi, presbitero, teologo e scrittore italiano (Boffalora sopra Ticino, n. 1863 - Milano, † 1923)
- Ambrogio Traversari, presbitero, teologo e umanista italiano (Portico di Romagna, n. 1386 - Firenze, † 1439)
- Ambrogio Valsecchi, presbitero e teologo italiano (Lecco, n. 1930 - Milano, † 1983)

## Principi(1)
- Ambrogio Caracciolo, I principe di Torchiarolo, principe e militare italiano (Atripalda, n. 1699 - Vienna, † 1746)

## Registi(1)
- Ambrogio Lo Giudice, regista, sceneggiatore e fotografo italiano (Bologna, n. 1956)

## Religiosi(3)
- Ambrogio del Giudice, religioso e storico italiano (Altamura, n. 1608 - † 1677)
- Ambrogio Recalcati, religioso italiano
- Ambrogio Sansedoni, religioso italiano (Siena, n. 1220 - Siena, † 1286)

## Rugbisti a 15(1)
- Ambrogio Bona, ex rugbista a 15, allenatore di rugby a 15 e dirigente sportivo italiano (Monza, n. 1951)

## Santi(1)
- Ambrogio Kibuuka, santo ugandese (Buganda, n. 1868 - Namugongo, † 1886)

## Scienziati(1)
- Ambrogio Fusinieri, scienziato italiano (Vicenza, n. 1775 - Vicenza, † 1853)

## Scrittori(3)
- Ambrogio Normanno, scrittore francese
- Ambrogio Bazzero, scrittore, poeta e drammaturgo italiano (Milano, n. 1851 - Milano, † 1882)
- Ambrogio Teodosio Macrobio, scrittore, grammatico e funzionario romano

## Scultori(7)
- Ambrogio Barocci, scultore, architetto e decoratore italiano (Milano - Urbino)
- Ambrogio Borghi, scultore italiano (Nova Milanese, n. 1848 - Milano, † 1887)
- Ambrogio Buonvicino, scultore italiano (Milano, n. 1552 - Roma, † 1622)
- Ambrogio Ciranna, scultore italiano (Forenza, n. 1940 - Roma, † 2014)
- Ambrogio Fossati, scultore e ebanista italiano (Lissone, n. 1887 - Lissone, † 1957)
- Ambrogio Mazzola, scultore italiano (Milano)
- Ambrogio Zuffi, scultore e restauratore italiano (Ferrara, n. 1833 - Ferrara, † 1922)

## Sociologi(1)
- Ambrogio Santambrogio, sociologo italiano (Cesano Maderno, n. 1958)

## Storici(1)
- Ambrogio Merodio, storico italiano (Taranto - † 1684)

## Teologi(5)
- Ambrogio Aldegati, teologo e vescovo cattolico italiano (Casale Monferrato, † 1570)
- Ambrogio di Alessandria, teologo (Alessandria d'Egitto)
- Ambrogio Autperto, teologo e abate franco (Provenza - † 784)
- Ambrogio Cavalli, teologo italiano (Milano - Roma, † 1556)
- Ambrogio Massari, teologo italiano (Cori - Roma, † 1485)

## Umanisti(1)
- Ambrogio Fracco, umanista e poeta italiano (Ferentino, n. 1480)

## Velisti(1)
- Ambrogio Beccaria, velista italiano (Milano, n. 1991)

## Vescovi(3)
- Ambrogio II di Arluno, vescovo italiano (Arluno - † 1051)
- Ambrogio II, vescovo italiano (Bergamo - Bergamo, † 1057)
- Ambrogio I, vescovo italiano (Bergamo, † 973)

## Vescovi cattolici(7)
- Ambrogio di Mantova, vescovo cattolico italiano
- Ambrogio III di Mozzo, vescovo cattolico italiano (Bergamo)
- Ambrogio Ravasi, vescovo cattolico e missionario italiano (Bellusco, n. 1929 - Nairobi, † 2020)
- Ambrogio Romano, vescovo cattolico italiano (Tramonti - Tramonti, † 1510)
- Ambrogio Spreafico, vescovo cattolico italiano (Garbagnate Monastero, n. 1950)
- Ambrogio Talento, vescovo cattolico italiano (Firenze - Napoli, † 1528)
- Ambrogio del Carretto, vescovo cattolico italiano († 1192)

## Vescovi ortodossi(1)
- Ambrogio di Sarapul, vescovo ortodosso russo (n. 1867 - † 1918)